# Нижнекамск (городское поселение)
Городско́е поселе́ние город Нижнекамск — муниципальное образование в Нижнекамском районе Татарстана Российской Федерации.
Административный центр — город Нижнекамск.

## История
Статус и границы городского поселения установлены Законом Республики Татарстан от 31 января 2005 года № 31-ЗРТ «Об установлении границ территорий и статусе муниципального образования „Нижнекамский муниципальный район“ и муниципальных образований в его составе».

## Население
| 2009     | 2010     | 2011     | 2012     | 2013     | 2014     | 2015     |
| -------- | -------- | -------- | -------- | -------- | -------- | -------- |
| 226 666  | ↗234 163 | ↗234 207 | ↗235 042 | ↗235 515 | ↗235 706 | ↘235 549 |
| 2016     | 2017     | 2018     | 2021     | 2024     |          |          |
| ↗236 294 | ↗237 303 | ↗237 998 | ↗241 691 | ↘240 588 |          |          |

## Состав городского поселения
| № | Населённый пункт | Тип населённого пункта        | Население |
| - | ---------------- | ----------------------------- | --------- |
| 1 | Дмитриевка       | деревня                       |           |
| 2 | Ильинка          | деревня                       |           |
| 3 | Нижнекамск       | город, административный центр | ↘240 379  |

Законом Республики Татарстан от 19 ноября 2016 года № 86-ЗРТ была упразднена деревня Алань.

## Местное самоуправление
Руководители исполнительного комитета
- с 2016 года — Филиппов Дмитрий Анатольевич